# Oenas
Oenas was de laatste farao van de 5e dynastie. De koning was ook bekend onder de namen: Unas, Wenis en Onnos (Manetho).

## Biografie
De koning regeerde 20 jaar volgens de Turijnse koningslijst, 62 volgens Manetho. Hij had twee vrouwen: Nebet en Chenoet. Van Nebet kreeg hij een zoon: Oenasanch en van Chenoet kreeg hij een dochter Ipoet I, de vrouw van de latere farao Teti, de eerste farao van de 6e dynastie van Egypte. Hij onderhield contacten met Azië, wat een traditie werd. Ook een expeditie naar de bedoeïenen.
De koning werd begraven in Saqqara in een piramide met een dodentempel en een daltempel. Zijn voorouders zijn niet goed bekend. Een mogelijkheid is dat hij de zoon is van Djedkare, maar daar wordt aan getwijfeld. De koning was de eerste die het Egyptisch Dodenboek op de wanden liet uithakken in zijn piramide, waarin hij zich bij zijn dood liet vereenzelvigen met Ra en Osiris.
Volgens de koningslijst van Manetho, kwam bij de dood van Oenas de 5e dynastie van Egypte ten einde, omdat de koning geen zoons had. De Turijnse koningslijst vermeldt, dat er een pauze was tussen de 5e en de 6e dynastie. "Dit geeft ons stof tot nadenken," aldus Jaromir Malek, "omdat waarschijnlijk de koninklijke residentie werd verplaatst". Doch er zijn aanwijzingen dat de continuïteit tussen de 5e en 6e dynastie heel geleidelijk ging. Ten eerste: Kagemni, de vizier van Teti, begon zijn carrière onder Djedkare en Oenas. Van de gemalin van Teti, Ipoet I, wordt aangenomen dat ze de dochter van Oenas was, en dat Teti dus Oenas' schoonzoon was. Jimmy Dunn voegt er nog toe, dat "een paarse granieten toegangsweg in Oenas' dodentempel een inscriptie bevat met de titels van Teti, wat aangeeft dat een deel van de tempel werd voltooid tijdens de regering van Teti". De overgang tussen de 5e en de 6e dynastie lijkt meer dus dan dat hij werkelijk is geweest.

### Piramideteksten
Oenas is bekend om zijn piramideteksten. Het was voor het eerst in de geschiedenis van de farao's dat de teksten werden opgetekend. Deze teksten zijn geschreven in de meeste piramiden uit de 6e Dynastie, maar de teksten van Oenas bevatten versen en spreuken die later niet werden gekopieerd. De piramideteksten waren bedoeld om de koning in het dodenrijk te helpen om allerlei krachten te boven te komen, en zich bij de zon (Ra) te voegen, zijn vader in het dodenrijk. De koning zou dan in zijn nadagen met Ra in zijn zonnebark de hemel rond roeien.

## Bouwwerken

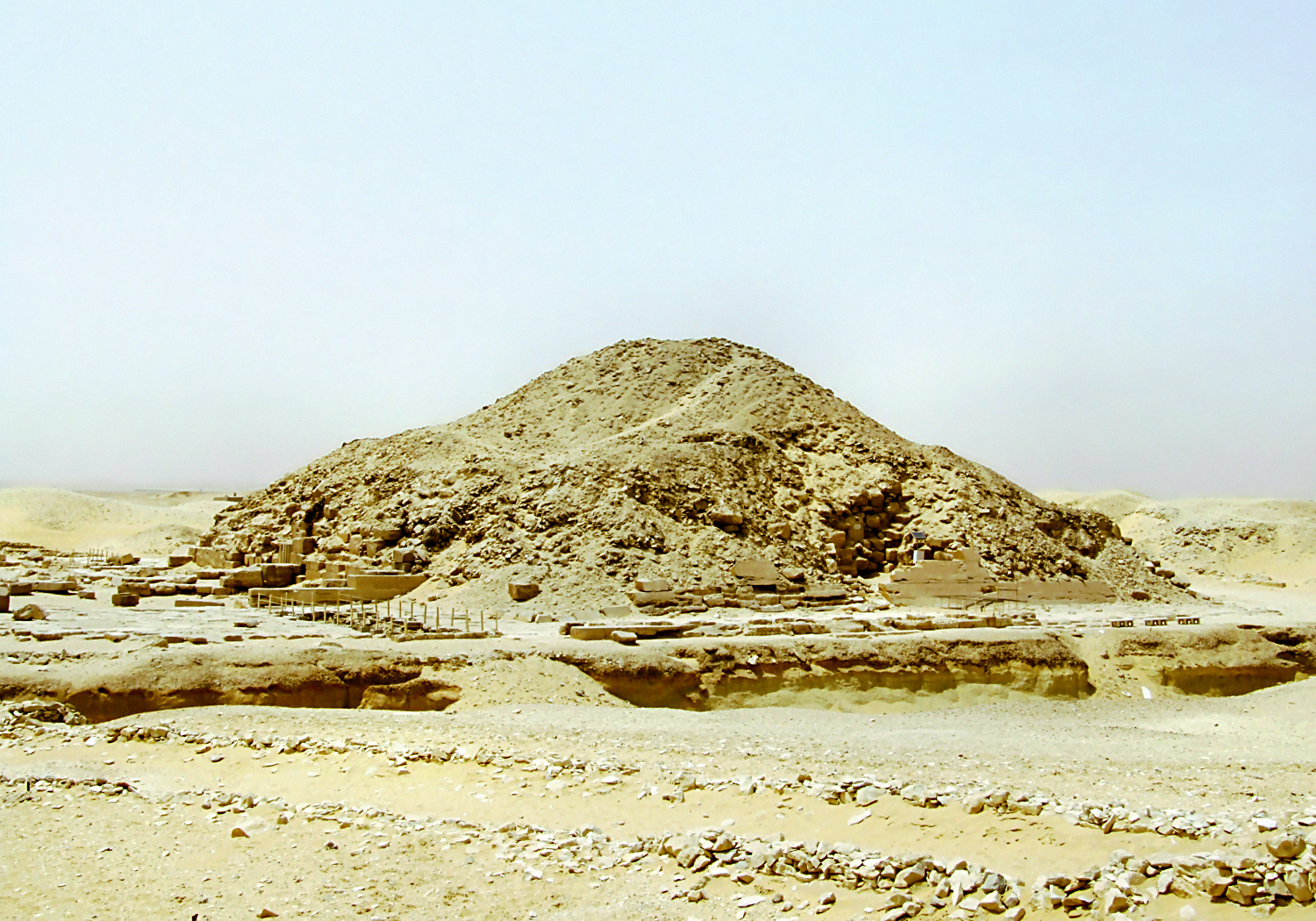
Piramide van Oenas te Saqqara